# Trochanteriidae
Famille
Synonymes
- Platoridae Simon, 1897

Les Trochanteriidae sont une famille d'araignées aranéomorphes.

## Distribution

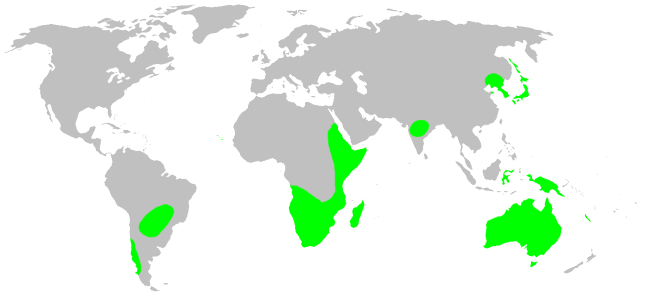
Distribution

Les espèces de cette famille se rencontrent en Océanie, en Asie, en Afrique et en Amérique du Sud.

## Paléontologie
Cette famille est connue depuis le Paléogène.

## Liste des genres
Selon World Spider Catalog (version 23.0, 25/01/2022) :
- Doliomalus Simon, 1897
- Hemicloea Thorell, 1870
- Plator Simon, 1880
- Platyoides O. Pickard-Cambridge, 1891
- Trochanteria Karsch, 1878
- Vectius Simon, 1897

Selon World Spider Catalog (version 20.5, 2020) :
- † Eotrochanteria Wunderlich, 2004
- † Sosybius C. L. Koch & Berendt, 1854
- † Thereola Petrunkevitch, 1955
- † Trochanteridromulus Wunderlich, 2004
- † Trochanteridromus Wunderlich, 2004
- † Veterator Petrunkevitch, 1963

## Systématique et taxinomie
Cette famille a été décrite par Karsch en 1879. Les Trachycosmidae ont été élevés au rang de famille par Azevedo, Bougie, Carboni, Hedin et Ramírez en 2022.
Cette famille rassemble 50 espèces dans six genres actuels.

## Publication originale
- Karsch, 1879 : « Arachnologische Beitrage. » Zeitschrift für die gesammten Naturwissenschaften, vol. 52, p. 534-562.